# Vilis Lācis
Vilis Lācis (n. 12 mai 1904 - d. 6 februarie 1966) a fost un scriitor și om politic leton, de orientare comunistă.
Prin romanele sale și-a susținut orientarea politică.
Sunt remarcabile amploarea compoziției epice și autenticitatea personajelor zugrăvite.

## Scrieri
- 1934: Fiul pescarului ("Zvejnieka dēls"), evocarea mediului proletar înainte de apariția socialismului
- 1948/1950: Furtuna ("Burja"), eroismul luptătorilor antifasciști
- 1950/1952: Spre țărmuri noi ("Uz jauno krastu"), descrie transformările în zona rurală aduse de socialism.